# Jennifer Ågren
Jennifer Ågren (* 5. Januar 1993 in Västerbotten) ist eine schwedische Taekwondoin. Sie startet in der Gewichtsklasse bis 57 Kilogramm.
Ågren nimmt seit 2007 an internationalen Wettkämpfen teil. Bei der Junioreneuropameisterschaft in Baku, ihren ersten internationalen Titelkämpfen, erreichte sie in der Klasse bis 52 Kilogramm das Halbfinale und gewann Bronze. Im folgenden Jahr gewann sie mit Silber auch bei der Juniorenweltmeisterschaft in Izmir eine Medaille, zudem nahm sie in Rom erstmals im Erwachsenenbereich an der Europameisterschaft teil und schied erst im Viertelfinale aus. Ihren ersten internationalen Titel gewann Ågren schließlich bei der Junioreneuropameisterschaft 2009 in Trelleborg. Ihr bislang erfolgreichstes Jahr bestritt sie 2010: In Singapur gewann sie bei den Olympischen Jugend-Sommerspielen in der Klasse bis 55 Kilogramm Bronze. Bei der Europameisterschaft in Sankt Petersburg erreichte sie das Finale und gewann nach einer Niederlage gegen Floriane Liborio Silber. Im folgenden Jahr schied Ågren in Gyeongju bei ihrer ersten Weltmeisterschaft 2011 frühzeitig aus.
Ågren trainiert unter Niklas Andersson am Soo Shim Taekwondo Klubb in Skellefteå.